# 282ª Squadriglia
La 282ª Squadriglia fu un reparto attivo nel Corpo Aeronautico del Regio Esercito (Prima guerra mondiale).

## Storia
Nel novembre 1917 alla 18ª Sezione FBA del Porto di Catania, nel Porto Vecchio, arrivano 4 FBA Type H dalla 1ª Squadriglia Idrovolanti.
Nel mese di dicembre c'è il Capitano Mario Poli con altri 2 piloti ai quali alla fine dell'anno si sommano altri 4 piloti che operano da Messina a Capo Spartivento (Calabria).
Agli inizi del 1918 dispone di 5 FBA ed in aprile ci sono 4 piloti.
Il 6 maggio diventa 282ª Squadriglia che il 30 maggio dispone di 5 FBA dell'Aeronautica Ducrot che non manifestano buona qualità (dopo 12 giorni dalla consegna ad un FBA si rompono i cavi arrugginiti).
Il 15 agosto dispone di 5 FBA per 6 piloti ed al termine della guerra di 7 piloti dell'Esercito e 77 militari della stazione.
Nel conflitto ha svolto 494 missioni delle quali 40 nel 1917.